# Табун

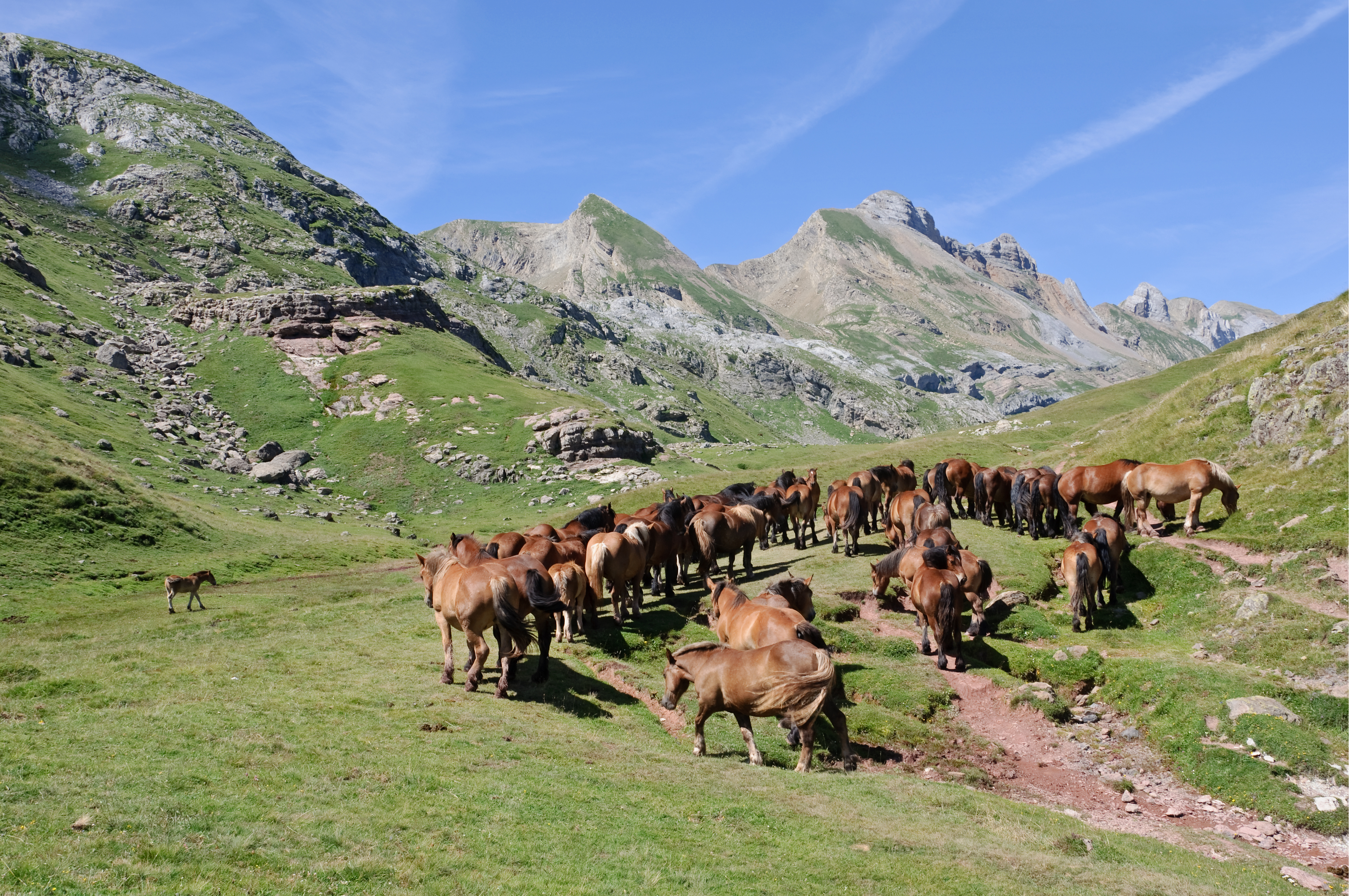
Піренеї. Табун коней.

Табу́н (запозичення з тюркських мов: пор. тат. і чагат. табун, крим. табым, що виводяться з монг. табун — «п'ять») — стадо коней, як одомашнених, так і інших представників видів роду Equus.

## Табуни в дикій природі
Дикі коні утворюють табуни, які мають велику згуртованість. Єдність табуна підтримується головним чином волею самців, які відстоюють своє володіння самками від домагань інших самців. В табунах спостерігається явище заступництва і управління одного індивідуума по відношенню до інших. Домашні коні (Equus caballus) пасуться звичайно невеликими табунами. У різних степових місцевостях окремі табуни поступово віддалялися від жител людини, дичавіли і утворювали самостійні групи, що одержали різні найменування. У степах південної і південно-східної Азії такі коні називалися тарпанами. В Південній Америці (в пампасах Аргентинській республіці) здичавілі коні називаються цимаронами, і їх табуни складаються іноді з кількох тисяч голів. У Парагваї є табуни напівдиких коней — мустанги, про які жителі майже не піклуються. Кожен табун зазвичай дотримується певної місцевості. Дво- або трирічних жеребців каструють, залишаючи одного і доручаючи йому 12-18 кобил, яких він захищає від інших жеребців. Коні, що належать одному табуну, не змішуються з іншими і швидко пізнають один одного. Помічено, що коні однакової величини або однієї масті легше звикають один до одного. Будучи переляканим, весь табун впадає в панічний страх і втечу, не зупиняючись ні перед якими перешкодами. У Центральній Азії мандрівники знаходили також табуни здичавілих коней. З інших видів роду Equus відзначимо кулана (Equus hemionus), який водиться великими табунами в степах Середньої Азії, від Каспійського моря до Монголії та Тибету. Табуни ці постійно кочують з однієї місцевості в іншу, з настанням зими окремі маленькі табуни з'єднуються в більші (до 1000 і більше голів) і перекочовують на зимові пасовища, а з настанням весни приступають до зворотної перекочовки. Восени молоді (3-4-річні) жеребці відокремлюються від табуна, тікаючи поодинці в нагірні степи, а потім складають собі новий табун, набираючи до 20 кобил і більше. Якщо жеребець загине, то табун розсіюється. У степового осла (Equus africanus), жителя Африки, від якого, ймовірно, походить домашній осел, табуни складаються всього з одного жеребця і 10-15 кобил. Інші африканські види роду Equus з поперечними темними смугами, такі як зебра (Equus zebra), зебра Берчелла чи «дау» (Equus burchellii) та квага (Equus quagga) утворюють табуни до 100 голів і більше. Цікаво, що серед цих табунів зустрічаються інші тварини — антилопи, гну, буйволи і страуси, по всій імовірності, подібне співжиття має на меті збільшення пильності та обережності цілого табуна.

## Табуни в тваринництві

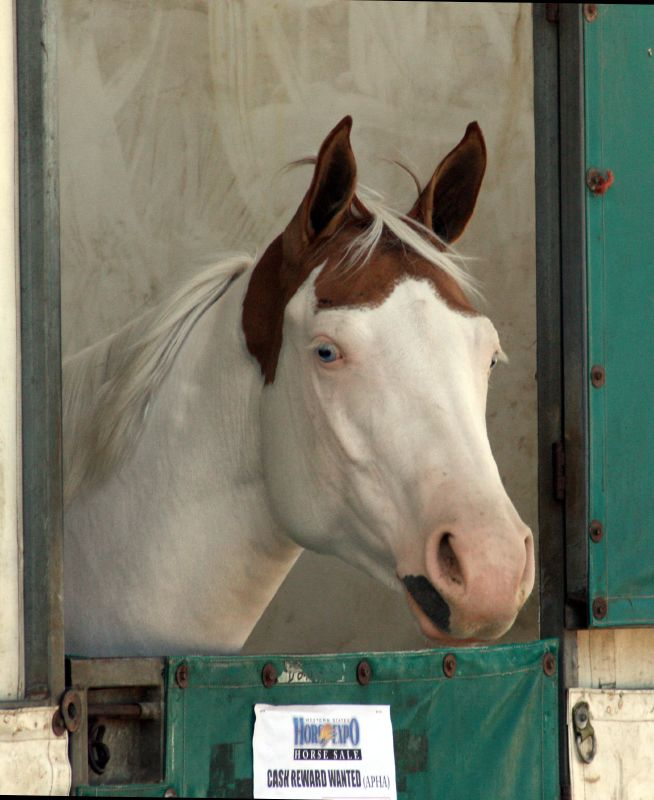
Поза «вуха вперед» означає пильність і приємні стосунки

Збірне слово «табун» іноді змінюється залежно від роду тварин та їх призначення. Так, щодо промислової великої рогатої худоби табун замінюється словами «гурт», молочного та свиней — «стадо», по відношенню овець і кіз — «отара». У вузькому розумінні слово «табун» застосовується до значної партії коней, що включає кілька косяків, тобто окремих сімей, не менше 10-15 голів у кожному косяку. Табунне або косячне розведення коней до сих пір у великому ходу в південних і середньоазійських степах, де простір пасовищ дозволяє вести господарство подібним примітивним способом.
Табун цілий рік проводить в степу, створює свої закони і звички в способі життя, наприклад, щодо злучки, захисту від буранів, вовків і ін. У Киргизьких степах на табун коней в 100—200 голів призначається звичайно один пастух, а на 600—800 гол. 3-4 пастухи, але якщо доводиться відганяти коней на далекі відстані від зимарки, то число пастухів збільшується. Табун складається з декількох косяків по 9-30 голів у кожному, при цьому до складу його входять: один жеребець-плідник, 8-9 маток і різного роду лошата (по-киргизькому такий косяк називається уїр). Навесні з табуна, з різних косяків, виділяються дворічні кобилки і чотирирічні жеребці і з них складається новий косяк. Для того, щоб члени нової сім'ї звиклися між собою, їх тримають на базі, а щоб при відгоні цього косяка в табун вони не розбрелися по старих косяках, звідки були набрані, новий косяк відганяється на деякий час в чужий табун. При табунній злучці родинне і раннє спарювання неминучі, а тому в кіннозаводському мистецтві, де переслідується мета поліпшення породи, цього намагаються уникати.